# Jean-Denis de Montlovier
Jean-Denis Montlovier (* 1733 in Valence, Dauphiné, heute Drôme; †  1804 in Dagues près Marsanne) war ein französischer Rechtsanwalt, Autor und Enzyklopädist.

## Leben und Wirken
Nach dem Studium der Rechtswissenschaft wurde Montlovier zunächst Anwalt am Parlement du Dauphiné oder Parlement de Grenoble, der Gerichtsbarkeit zu Grenoble. Zeitweise diente er bei den Gendarmes de la garde du roi.
Nach seiner Pensionierung widmete er sich dem Schreiben. So schrieb er den Artikel „Dieb“ (voleur) in der Encyclopédie von Denis Diderot und d’Alembert, hier griff er unter anderen auch die Problematik der Anwendung der Todesstrafe wegen Fahnenflucht auf und schlug mögliche Lösungen vor.
Er war auch der Autor des Stückes „Freund des Gerichts“ (L’Ami de Cour).

## Werke (Auswahl)
- L’Ami de Cour, Komödie in fünf Akten und in Versen